# Dabbegadde, Sakleshpur
Dabbegadde là một làng thuộc tehsil Sakleshpur, huyện Hassan, bang Karnataka, Ấn Độ.